# Cratere Romulus
Romulus è un cratere sulla superficie di Dione. Trae nome dal primo dei sette re di Roma.